# Colt AR-15
O Colt AR-15 é um rifle semiautomático leve, 5,56×45mm, alimentado por carregador, operado a gás. Ele foi projetado para ser manufaturado com o uso extensivo de ligas de alumínio e materiais sintéticos. É uma versão semiautomática do fuzil militar M16 dos Estados Unidos. Atualmente, a Colt's Manufacturing Company usa a marca AR-15 para sua linha de rifles semiautomáticos AR-15 que são comercializados para clientes civis e de aplicação da lei.
O termo "AR-15" significa "Armalite rifle, design 15". Outros fabricantes produzem clones e variantes AR-15 comercializados sob designações separadas, embora estes sejam frequentemente referidos como "AR-15".

## História

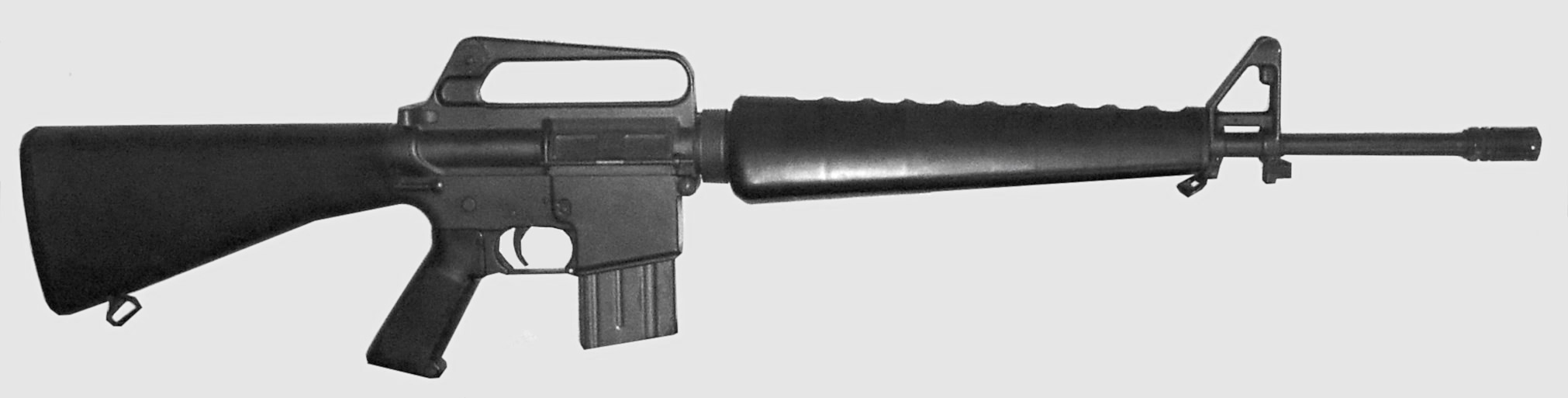
Rifle Colt AR-15 SP1 1973 com receptor inferior "chapa lateral" (falta saliência levantada em torno do botão de lançamento do carregador) e caixa original do carregador Colt com 20 cartuchos.

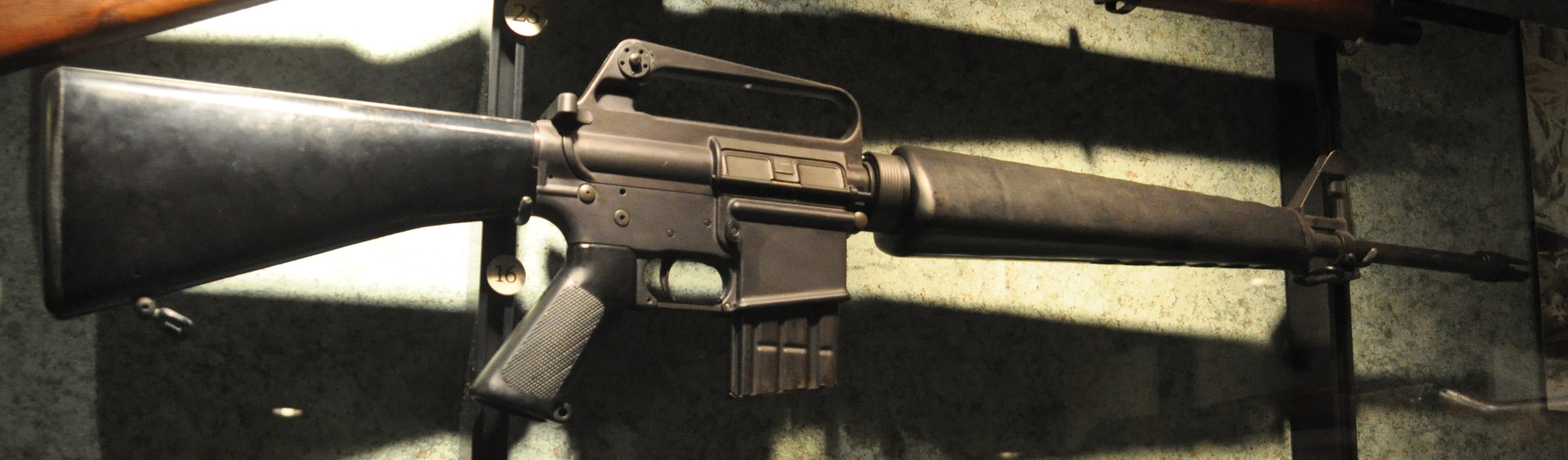
Um Colt AR-15 em exibição no Museu Nacional de Armas de Fogo "National Firearms Museum". Esse exemplar está equipado com um carregador inicial de 20 cartuchos padronizados.

Colt começou a vender a versão semiautomática do rifle M16 como o Colt AR-15 em 1964. A primeira versão de produção em massa foi o Colt AR-15 Sporter, em .223 Remington, com um cano de 20 polegadas (51 cm) e emitido com carregadores de 5 cartuchos. Ao longo das décadas, a Colt produziu muitos tipos diferentes de modelos de fuzis e carabinas AR-15, incluindo os modelos AR-15, AR-15A2, AR-15A3, AR-15A4, e muitos outros modelos.

## Mecanismo de operação

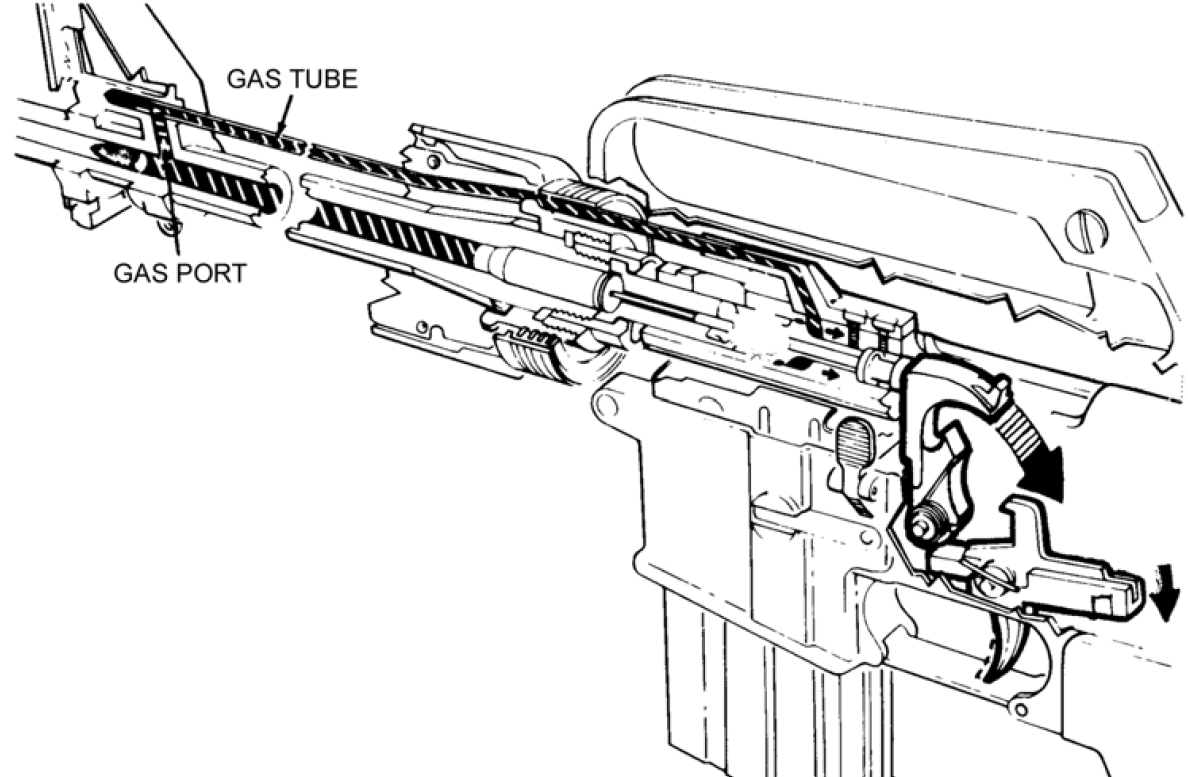
Diagrama de um M16, disparando

A  Patente U.S. 2.951.424 descreve o mecanismo de ciclagem utilizado no AR-15 original. O suporte de parafuso atua como um cilindro móvel e o próprio parafuso atua como um pistão estacionário. Este mecanismo é muitas vezes chamado de "impacto direto de gás" (Em inglês: DGI), embora difira de sistemas de gás anteriores. O projetista Eugene Stoner não considerou o AR-15 como um mecanismo de impacto direto convencional, mas é assim que veio a ser caracterizado.

Impacto direto

O gás é liberado do cano quando a bala passa por uma porta do gás localizada acima da base frontal do rifle. O gás se expande para a entrada e para baixo de um tubo de gás, localizado acima do cano que vai da base da mira frontal para o receptor superior do AR-15. Aqui, o tubo de gás sobressai em uma "chave de gás" (chave de suporte de parafuso), que aceita o gás e o canaliza para o suporte do parafuso.
Neste ponto, o parafuso é travado na extensão do cano pelo travamento das alças, de modo que o gás em expansão força a porta-parafuso para trás a uma curta distância. Como o suporte do parafuso se move em direção ao alvo da arma, o pino mola do parafuso, montado numa ranhura no suporte do parafuso, força o parafuso a rodar e desta forma o destrava da extensão do cano. Uma vez que o parafuso esteja totalmente desbloqueado, ele começa seu movimento para trás juntamente com a porta-parafuso. O movimento para trás do parafuso extrai o cartucho vazio da câmara. Assim que o pescoço da caixa libera a extensão do cano, o ejetor carregado por mola força a porta de ejeção no lado do receptor superior.
Atrás do suporte do parafuso há um tampão de plástico ou metal, que repousa em linha com uma mola de retorno. A mola tampão começa a empurrar o suporte do parafuso e a puxar para trás em direção à câmara uma vez que é suficientemente comprimida. Uma ranhura usinada no receptor superior guia o pino mola do parafuso e impede que ele e o parafuso girem para uma posição fechada. Os parafusos de bloqueio do parafuso empurraram novos cartuchos do carregador à medida que o parafuso se move para a frente. O cartucho é guiado por rampas de alimentação para dentro da câmara. À medida que as alças de travamento do parafuso passam pela extensão do cano, o pino mola se torce para dentro de um compartimento moído no receptor superior. Esta ação de torção segue o corte da ranhura no suporte e força o parafuso a girar e "travar" na extensão do cano.

## Características

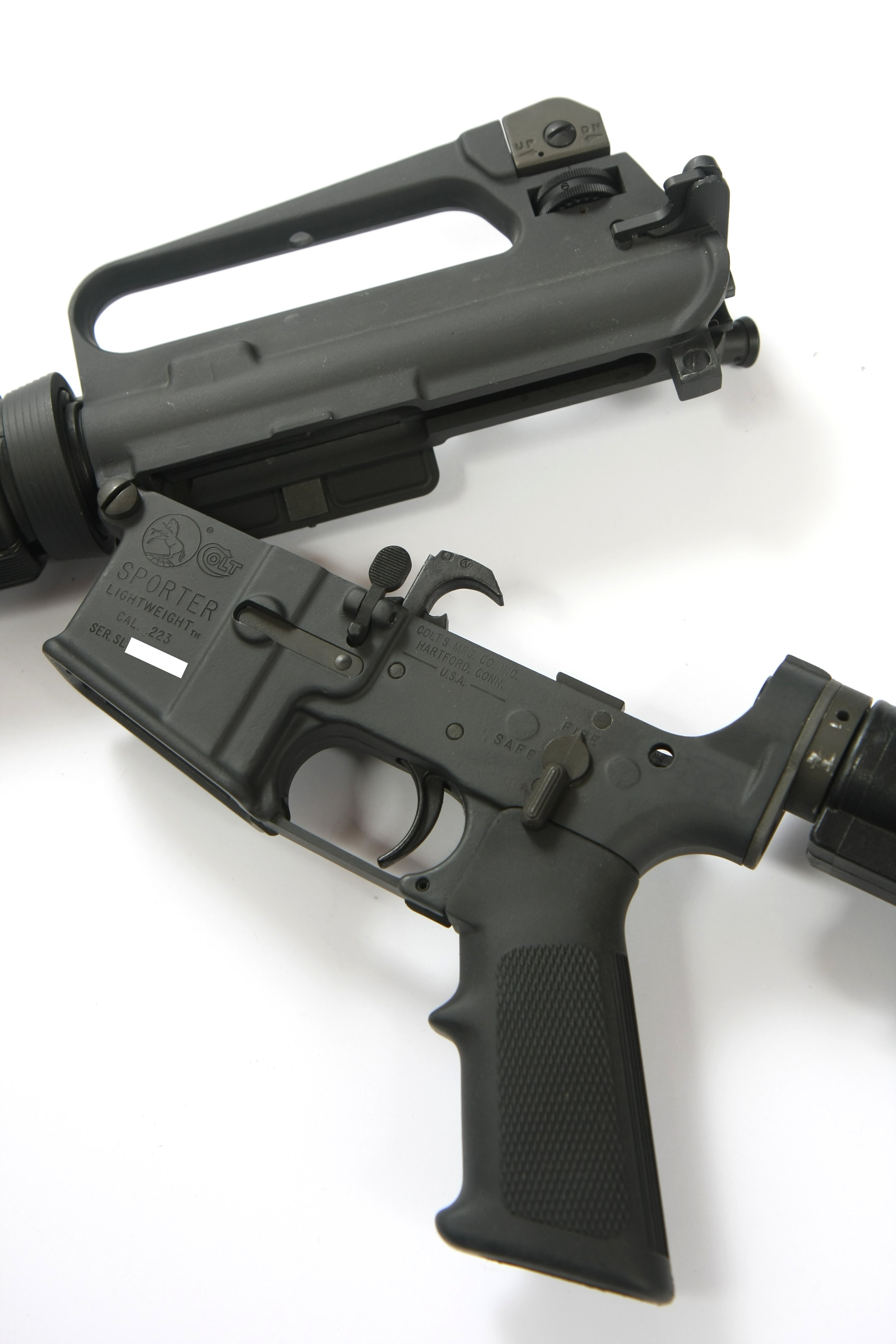
AR-15A2 com o receptor superior e inferior aberto na dobradiça dianteira.

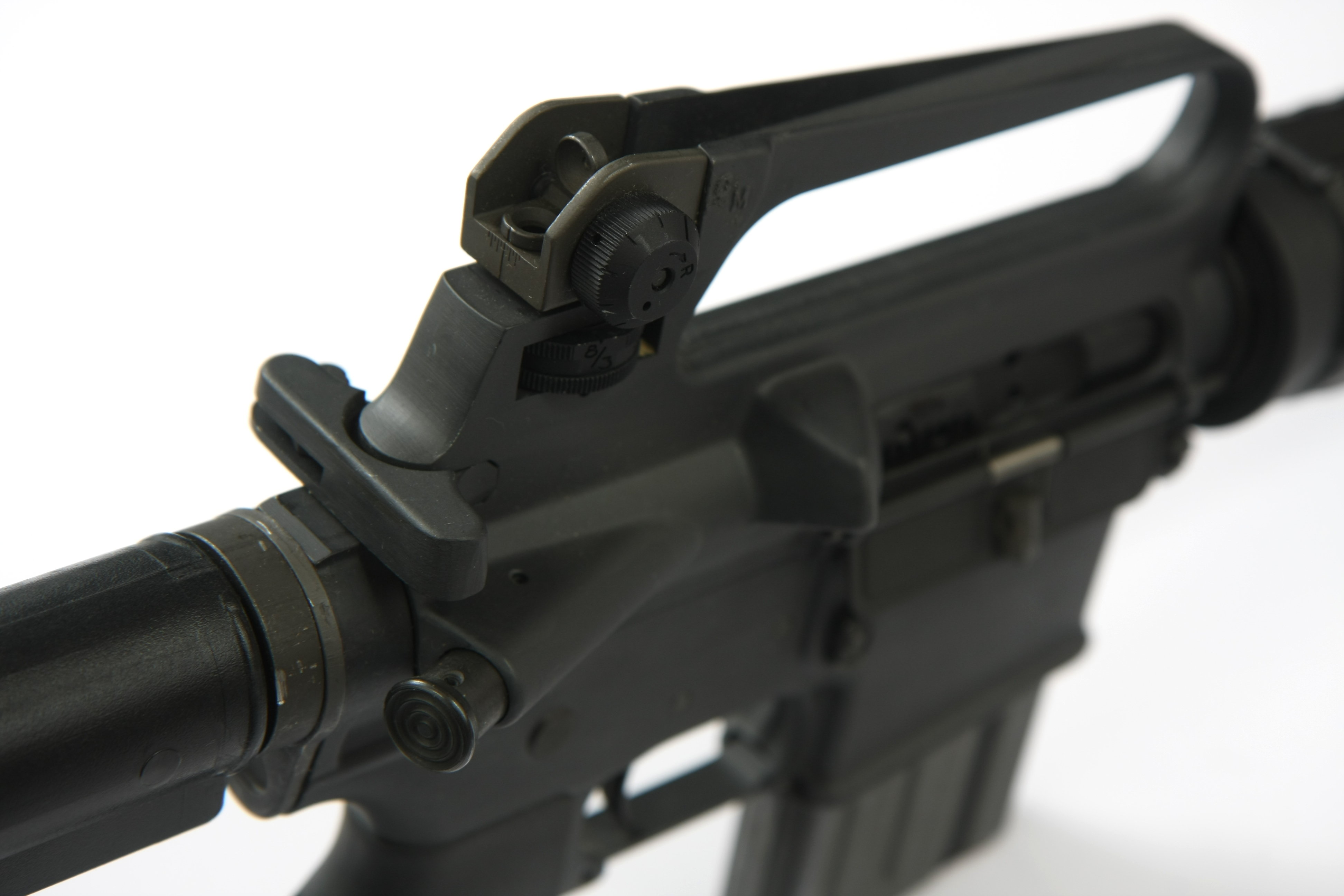
A característica ergonômica mais distinta do AR-15A2 é a alça de transporte e o conjunto de visão traseira em cima do receptor.

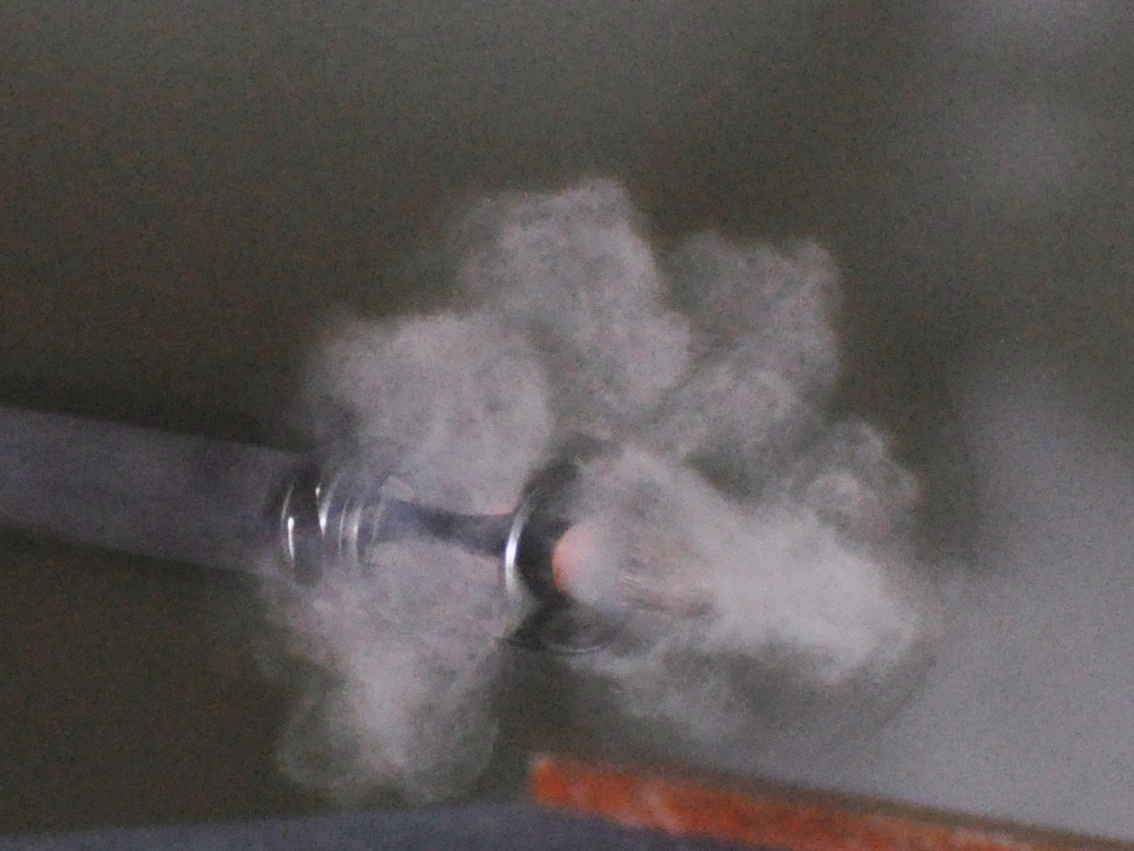
Bala saindo de um supressor de flash de estilo A2

### Receptores superiores
Os primeiros SP-1 comerciais AR-15 usaram um par de pinos de impulso de receptor de diâmetro de .250", idênticos aos encontrados nos rifles militares. Em 1966 a empresa substituiu o pino dianteiro por uma porca emparelhada e dobradiça de parafuso usando um pino de diâmetro .315" para evitar que os atiradores possam mudar receptores com rifles militares ou rifles concorrentes sem o uso de um adaptador. Eles retomaram a produção com o menor e padronizado pino .250" em meados da década de 1990.

### Dispositivos da boca
Rifles Colt AR-15 mais frequentemente têm um cano rosqueado em 1/2 "-28 fibras para incorporar o uso de um dispositivo de boca, como um quebra-chamas, silenciador ou freio de boca. O projeto inicial, o "bico de pato," tinha três dentes ou pinos e era propenso a quebrar e ficar enredado na vegetação. O projeto foi alterado para fechar o final para evitar esse problema. Eventualmente, a versão A2 do rifle, a porta inferior foi fechada para reduzir a subida da boca e evitar a poeira subisse quando o rifle fosse disparado em posição propensa. Por estas razões, o exército dos EUA declarou esse dispositivo de boca como um compensador, mas é mais comumente conhecido como o dispositivo de boca "GI", "A2" ou "Birdcage". O dispositivo de boca padrão do AR-15 está em conformidade com os requisitos dimensionais do STANAG para disparar granadas 22mm.

### Carregadores
O Colt AR-15 usa um compartimento de carregador caixa destacável (STANAG) de coluna escalonada de 20 ou 30 cartuchos. Carregadores de baixa capacidade, geralmente com capacidade de 5 ou 10 cartuchos, estão disponíveis para cumprir com as restrições legais de algumas áreas, para caça e para tiro apoiado em bancada, onde um carregador maior pode ser inconveniente.

## Rifle estilo AR-15
Depois que as patentes da Colt expiraram em 1977, outros fabricantes começaram a copiar o projeto do rifle Colt AR-15. No entanto, o termo "AR-15" é uma marca registrada da Colt e ela usa apenas o termo para se referir a sua linha de rifles semiautomáticos. Portanto, outros fabricantes começaram a comercializar seus AR-15 genéricos sob designações separadas, embora todos sejam frequentemente referidos como AR-15, assim como alguns rifles e carabinas que nem sequer são baseados no projeto AR-15.
Rifles estilo AR-15 estão disponíveis em uma ampla gama de configurações e calibres de um grande número de fabricantes. Essas configurações variam de rifles de tamanho padrão com canos de 20 polegadas a modelos de carabina curtos de comprimento com canos de 16 polegadas, coronhas ajustáveis de comprimento e miras ópticas, até modelos de alvo de longo alcance com canos de 24 polegadas, bipods e lunetas de alta potência. Esses rifles também podem ter sistema de pistão a gás de curso curto, renunciando ao padrão de sistema de gás direto em rifles AR-15. Estes calibres incluem o 5,56×45mm NATO, 5,7×28mm, 6,8mm Remington SPC, .300 Blackout, 9×19mm Parabellum e o .458 SOCOM para citar alguns.

## Galeria

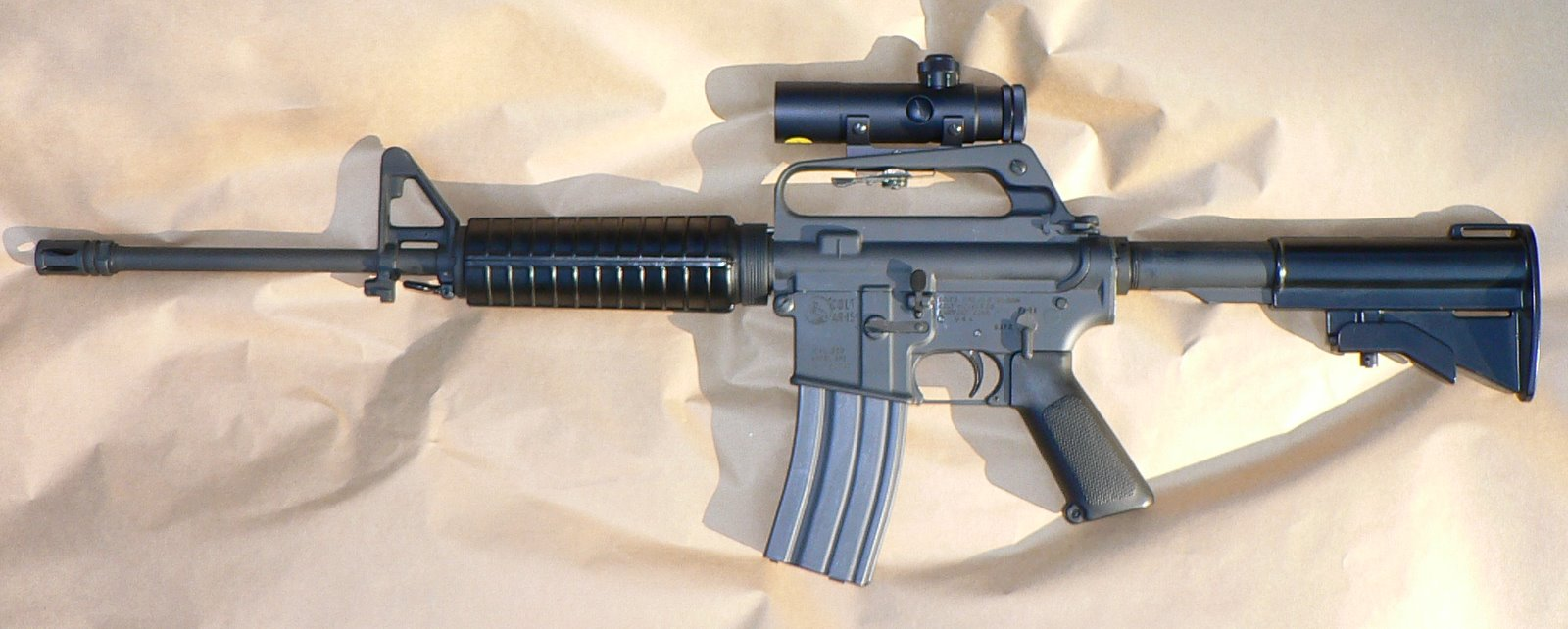
Colt AR-15 SP1 com acessório, de munições 5,56mm
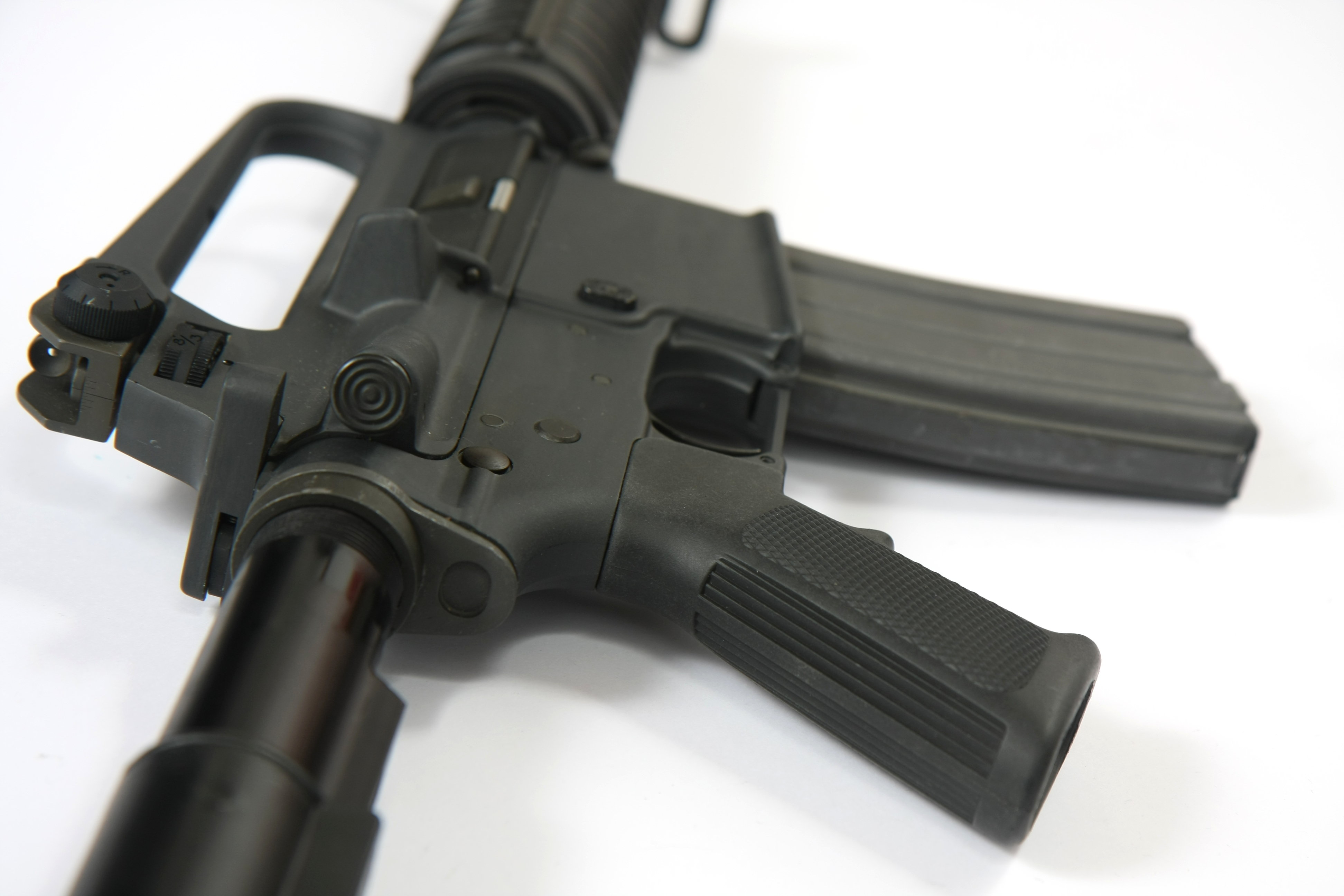
Cabo de carregamento AR-15A2, assistência direta, defletor do compartimento do cartucho, liberação do carregador e tampa do pó
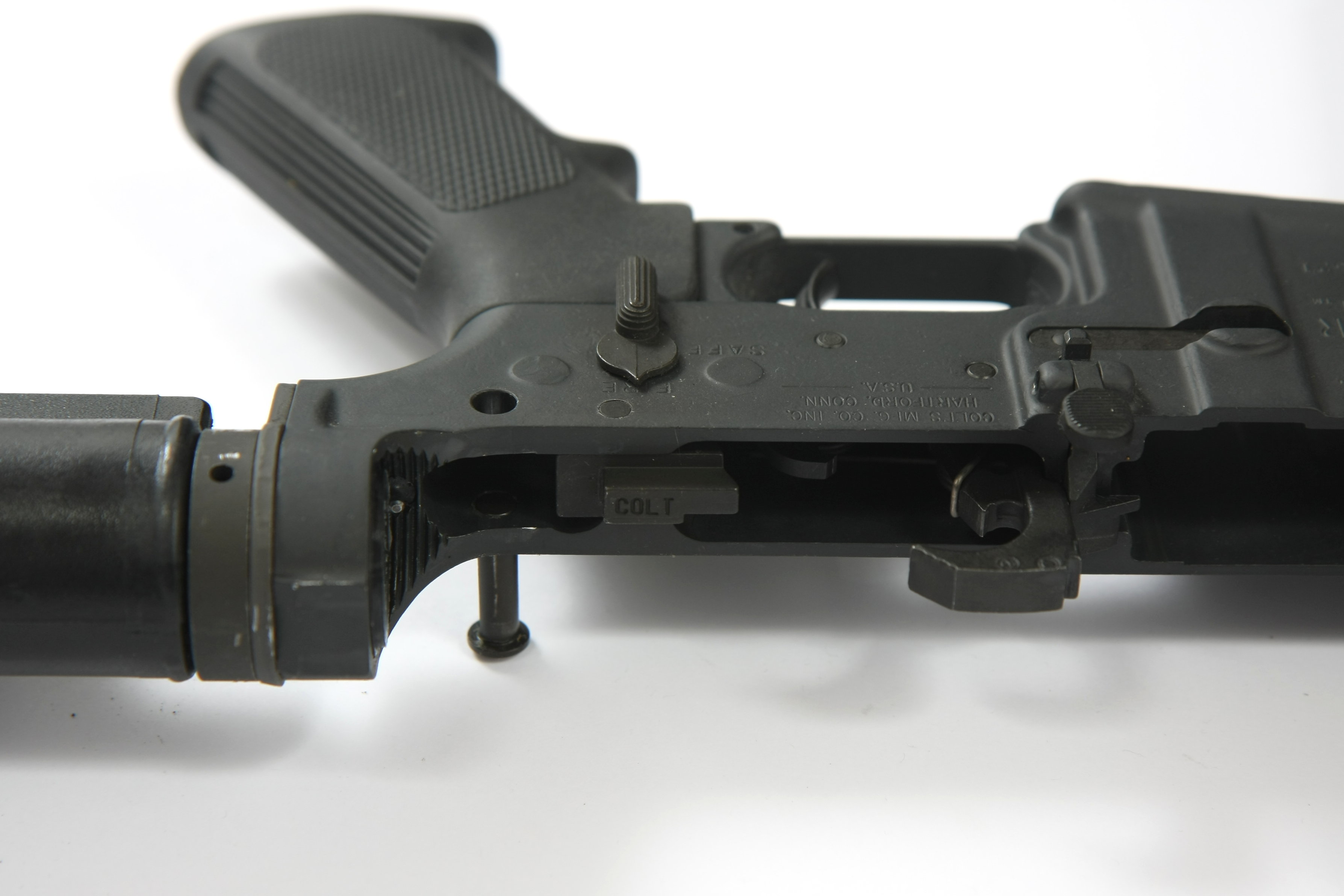
Grupo de controle de fogo AR-15A2, liberação de parafuso e seletor de fogo
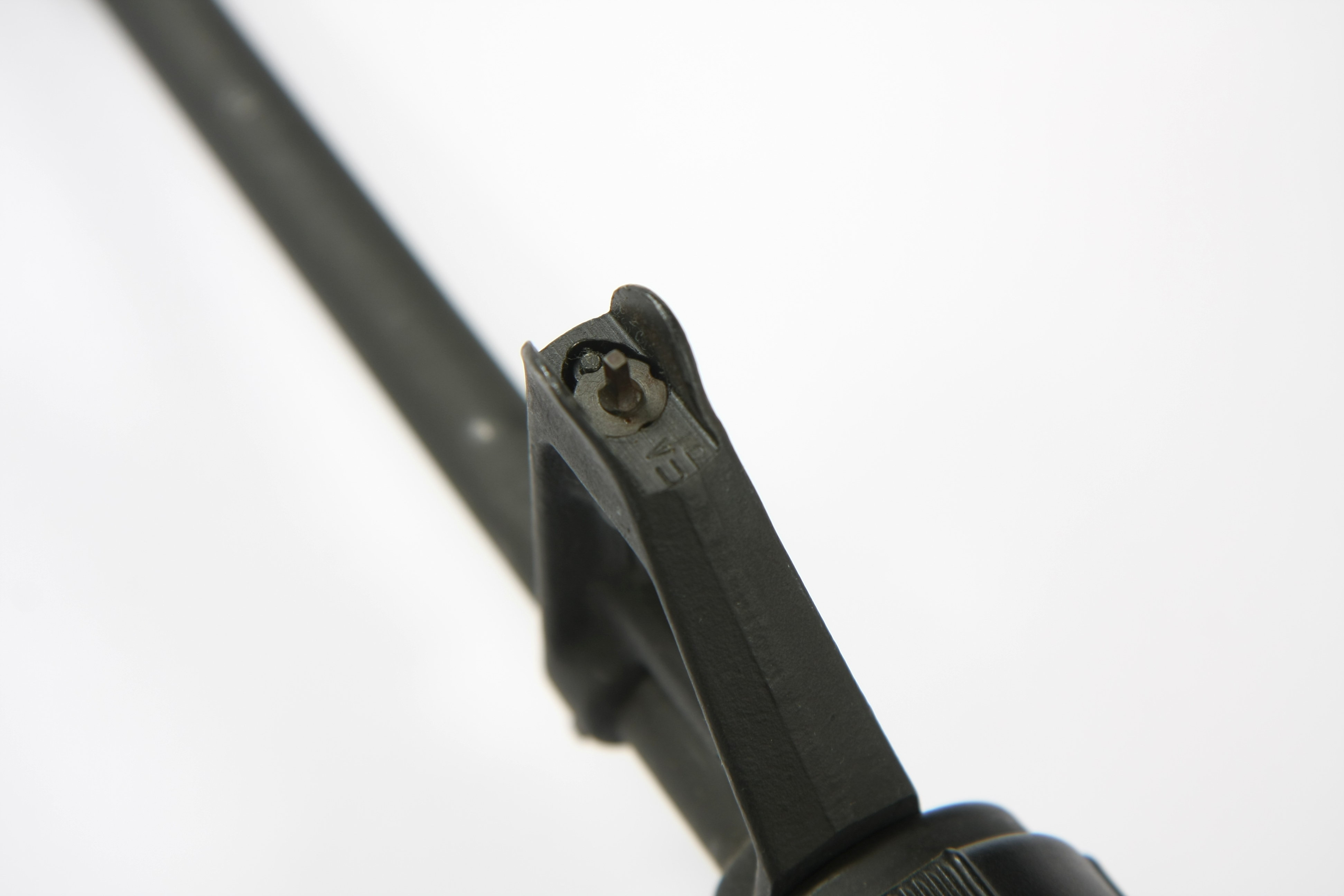
Mira frontal AR-15A2
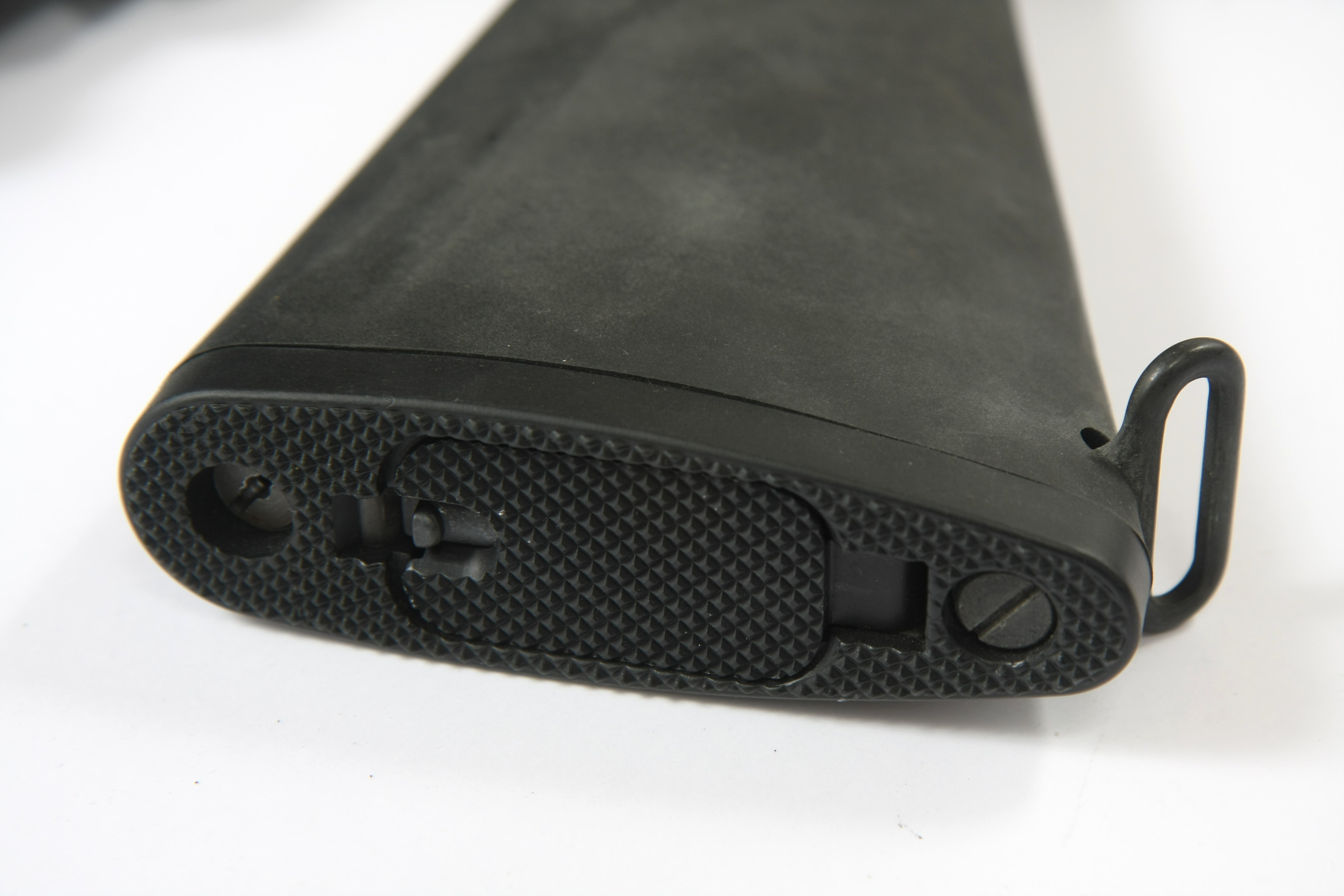
AR-15 buttstock mostrando a porta do compartimento do kit de limpeza
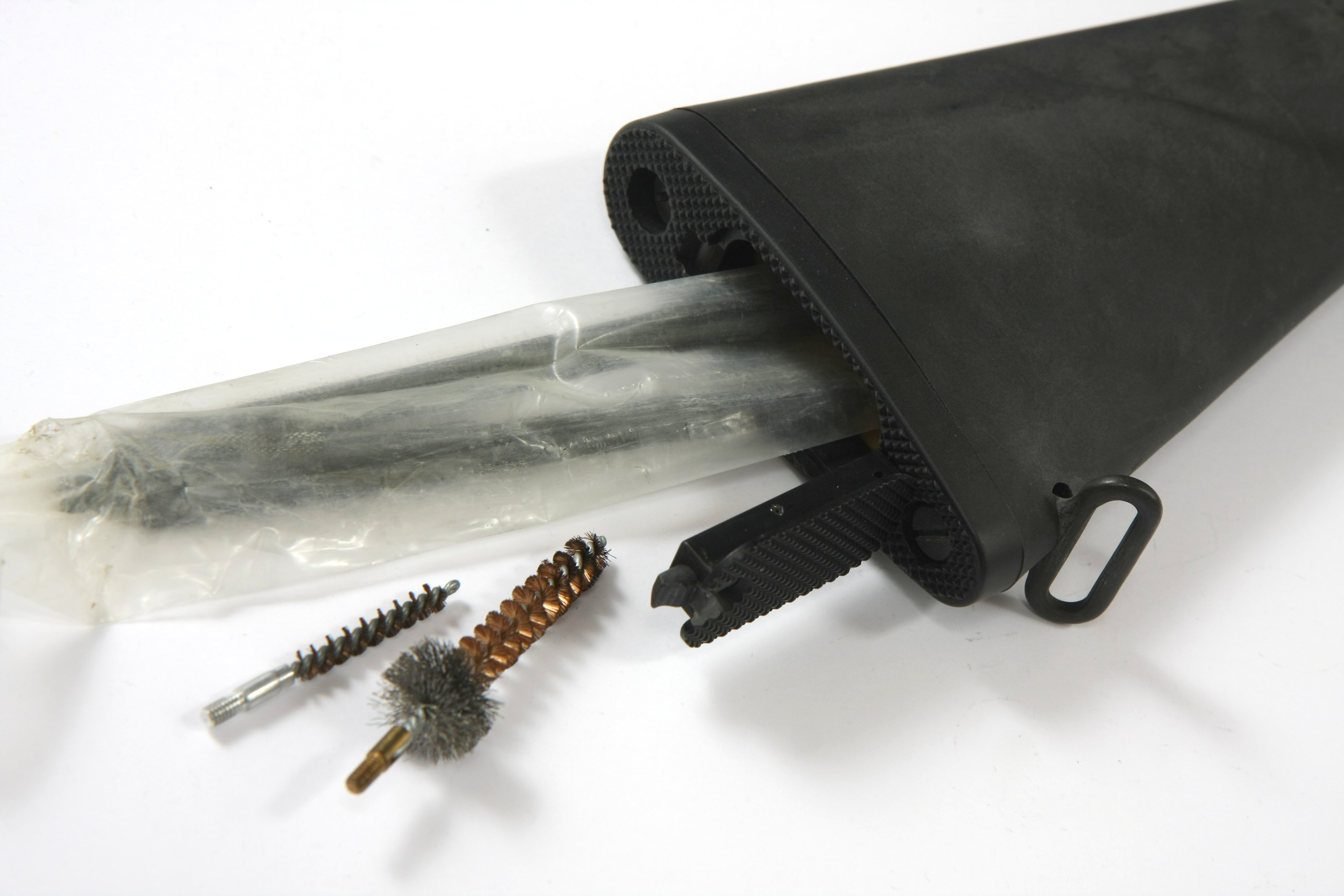
Kit de limpeza do armazenado no gancho do AR-15
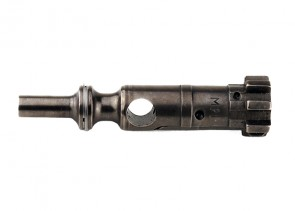
Parafusos do AR-15
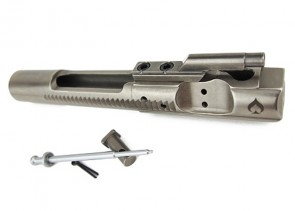
Porta-parafuso AR-15, pino de disparo, pino de câmera e pino de retenção do pino de disparo